# Tethrisis
Tethrisis is een geslacht van neteldieren uit de klasse van de Anthozoa (bloemdieren).

## Soort
- Tethrisis suzannae Alderslade, 1998